# 덕소고등학교
덕소고등학교(德沼高等學校)는 대한민국 경기도 남양주시 와부읍 도곡리에 있는 사립 고등학교이다.

## 학교 연혁
- 1983년 3월 1일 : 학교법인 백산학원 설립, 설립자 안인수 이사장
- 1983년 3월 2일 : 제1대 김호영 교장 취임
- 1984년 3월 2일 : 덕소상업고등학교(9학급 인가)
- 1985년 3월 2일 : 덕소고등학교(인문계, 18학급 인가)로 변경
- 1985년 11월 18일 : 사랑관 5층(3,300m2) 신축
- 2000년 10월 15일 : 근면관 4층 24개 교실 신축
- 2002년 9월 16일 : 성실관 4층 11개 교실 증축
- 2003년 3월 1일 : 36학급 편성
- 2004년 10월 28일 : 믿음관 준공
- 2007년 6월 11일 : 제2대 안창환 이사장 취임
- 2012년 7월 13일 : 소망관 준공
- 2020년 3월 2일 : 제9대 우두환 교장 취임
- 2024년 1월 8일 : 제53회 졸업(350명) 졸업생합계 17,795명

## 참고 자료
- 덕소고등학교 - 한국교육학술정보원 학교알리미